# 미국 대 로페즈 사건
미국 대 로페즈 사건(United States v. Lopez)는 통상조항 관련 미국 연방대법원의 유명판례이다.

## 사건개요
1992년 3월 10일 텍사스주 샌안토니오의 에디슨 고등학교에 다니던 로페즈는 38구경 권총과 실탄 다섯발을 숨기고 등교하자 익명의 제보로 인해 학교 당국은 이 학생이 총을 소지하고 있음을 알게 되고 그를 곧 체포하였다. 로페즈는 텍사스 주법에 의해 학교내에서의 총기소지혐의로 기소되고 다음날 주(洲) 기소는 취하되고 곧 연방정부에 의해 '총기없는 학교 법'(Gun Free School Zones Act of 1990) 위반혐의로 기소된다. 이에 로페즈는 연방정부의 기소가 의회의 공립학교를 규제할 수 있는 범위를 넘어섰다는 이유로 위헌이라고 연방법위반의 혐의를 부인했고 이에 대해 지역 법원은 예의 상업조항에 의한 정당한 연방의 권한 행사라는 이유로 로페즈에게 6개월의 징역과 2년간의 보호관찰을 명했다. 이에 로페즈는 항소 하였고 항소법원은 로페즈에 대한 1심 판결을 상업절의 범위를 벗어나는 것이라 하여 번복한다. 이에 대해 1995년 미연방정부는 대법원에 이 사건을 다시 상고하기에 이르른다.

## 판시사항
대법원은 다수 판결문을 통해 역사적인 상업절에 대한 판례들을 언급하면서 최근에 이르기까지 법원이 상업절 확대해석을 통한 주 고유의 권한들을 연방정부에 부여해왔음을 인정하지만 더이상의 확대는 없을 것이라며 의회의 권한은 헌법에 명시된 권한들이지 그외의 것은 아님을 강조하며 이번 사건에서의 총기 소지는 어떤 의미로 보든지 상업행위로 볼수 없으며 주간의 상업에 영향을 미칠 것이 아니라고 하여 연방법 적용은 상업절 내용의 범위를 벗어난 위헌이라는 항소 법원의 판결을 최종 확인하였다.

## 영향
통상조항을 좁게 해석하여 60년간 미 법원을 지배해오던 상업절 확대 경향에 막을 내리게 된다. 최소한 루즈벨트 시대를 거쳐 레이건의 신 연방주의 정부를 지나며 계속되어 왔던 연방정부의 상업절을 통한 경찰권 확대의 시기는 일단은 그간의 지지자였던 법원에 의해 제동이 걸린 셈이다.

## 같이 보기
- 위커드 대 필번 사건

## 참고 문헌
- 미헌법의 상업절 (Commerce Clause)에 의한 연방경찰권의 확대와 그제한에 대한 소고[깨진 링크(과거 내용 찾기)]